# 11. zračnodesantna divizija (testna)
Za druge 11. divizije glej 11. divizija.
11. zračnodesantna divizija (testna) je bila prva zračnodesantna divizija, ki je bila uradno ustanovljena 1. februarja 1963 z reorganizacijo 11. zračnoprevozne divizije.

## Zgodovina
Divizija je bila ustanovljena 18. decembra 1942 kot pehotna divizija. Februarja 1943 je bila reorganizirana v zračnoprevozno divizijo v Camp Mackallu (Severna Karolina). Med drugo svetovno vojno se je bojevala na Novi Gvineji, Leyteju in Luzonu. Bila je prva zavezniška vojaška enota, ki se je izkrcala na Japonsko med vojno (čeprav si zasluge za to lasti 1. konjeniška divizija.
Maja 1962 se je v poveljstvu XVIII. zračnoprevoznega korpusa sestal Howzov odbor, ki je razpravljal omožnosti uporabe helikopterjev za povečanje mobilnosti kopenske vojske na bojišču. Odločili so se, da ustanovijo testno divizijo, ki bi preizkusila nov koncept. 
Divizija je bila sestavljena iz zračnoprevozne bojne skupine 187. pehotnega polka in dodanih inženirskih in artilerijskih enot. Uradno je bila ustanovljena 1. februarja 1963 v Fort Benningu (Georgia). Septembra 1964 je sodelovala v veliki vaji Sokolje rezilo, v kateri je prvič preizkusila možnosti zračnomobilnega bojevanja. 1. julija 1965 se je združila z 1. konjeniško divizijo v 1. konjeniško divizijo (zračnomobilno). S tem je divizija prenehala obstajati.